# Jicaque
Jicaque ist eine Sprachfamilie in Honduras. Sie besteht aus zwei Sprachen: Ost-Jicaque (Tol) und West-Jicaque (Jicaque von El Palmar, Sula †). Sie gehört zu den indigenen amerikanischen Sprachen.

## Phonologie
Ost-Jicaque hat einfache, aspirierte und glottalisierte Verschlusslaute. Stimmhafte Verschlusslaute sind keine eigenständigen Phoneme, sondern treten lediglich als Allophone der einfachen Verschlusslaute auf.
|                                | Bilabial | Alveolar | Alveopalatal | Velar | Glottal |
| ------------------------------ | -------- | -------- | ------------ | ----- | ------- |
| Einfacher Verschlusslaut       | p        | t        | ts           | k     | ʔ       |
| Aspirierter Verschlusslaut     | ph       | th       | tsh          | kh    |         |
| Glottalisierter Verschlusslaut | p'       | t'       | ts'          | k'    |         |
| Frikativ                       | β        |          | s            |       | h       |
| Nasal                          | m        | n        |              | ŋ     |         |
| Lateral                        |          | l        |              |       |         |
| Halbvokal                      | w        |          | j            |       |         |

|             | Vorderzungenvokal | Zentralvokal | Hinterzungenvokal |
| ----------- | ----------------- | ------------ | ----------------- |
| geschlossen | i                 | ɨ            | u                 |
| mittel      | e                 |              | o                 |
| offen       |                   | a            |                   |